# CSNK1G1
CSNK1G1 (англ. Casein kinase 1 gamma 1) – білок, який кодується однойменним геном, розташованим у людей на 15-й хромосомі. Довжина поліпептидного ланцюга білка становить 422 амінокислот, а молекулярна маса — 48 511.
| 10         |  | 20         |  | 30         |  | 40         |  | 50         |
| ---------- |  | ---------- |  | ---------- |  | ---------- |  | ---------- |
| MDHPSREKDE |  | RQRTTKPMAQ |  | RSAHCSRPSG |  | SSSSSGVLMV |  | GPNFRVGKKI |
| GCGNFGELRL |  | GKNLYTNEYV |  | AIKLEPIKSR |  | APQLHLEYRF |  | YKQLGSAGEG |
| LPQVYYFGPC |  | GKYNAMVLEL |  | LGPSLEDLFD |  | LCDRTFTLKT |  | VLMIAIQLLS |
| RMEYVHSKNL |  | IYRDVKPENF |  | LIGRQGNKKE |  | HVIHIIDFGL |  | AKEYIDPETK |
| KHIPYREHKS |  | LTGTARYMSI |  | NTHLGKEQSR |  | RDDLEALGHM |  | FMYFLRGSLP |
| WQGLKADTLK |  | ERYQKIGDTK |  | RNTPIEALCE |  | NFPEEMATYL |  | RYVRRLDFFE |
| KPDYEYLRTL |  | FTDLFEKKGY |  | TFDYAYDWVG |  | RPIPTPVGSV |  | HVDSGASAIT |
| RESHTHRDRP |  | SQQQPLRNQV |  | VSSTNGELNV |  | DDPTGAHSNA |  | PITAHAEVEV |
| VEEAKCCCFF |  | KRKRKKTAQR |  | HK         |  |            |  |            |

A: Аланін

C: Цистеїн

D: Аспарагінова кислота

E: Глутамінова кислота

F: Фенілаланін

G: Гліцин

H: Гістидин

I: Ізолейцин

K: Лізин

L: Лейцин

M: Метіонін

N: Аспарагін

P: Пролін

Q: Глутамін

R: Аргінін

S: Серин

T: Треонін

V: Валін

W: Триптофан

Кодований геном білок за функціями належить до трансфераз, кіназ, серин/треонінових протеїнкіназ, фосфопротеїнів. 
Задіяний у таких біологічних процесах, як сигнальний шлях Wnt, альтернативний сплайсинг. 
Білок має сайт для зв'язування з АТФ, нуклеотидами. 
Локалізований у цитоплазмі.